# Heden, Malung-Sälens kommun
Heden är en bebyggelse mittemot Limedsforsen vid Västerdalälvens västra sida i Lima socken i Malung-Sälens kommun. Från 2015 avgränsar SCB här en småort. Fram till 2015 räknades bebyggelsen som en del av norra delen av tätorten Lima.